# Pianura di Vasjugan

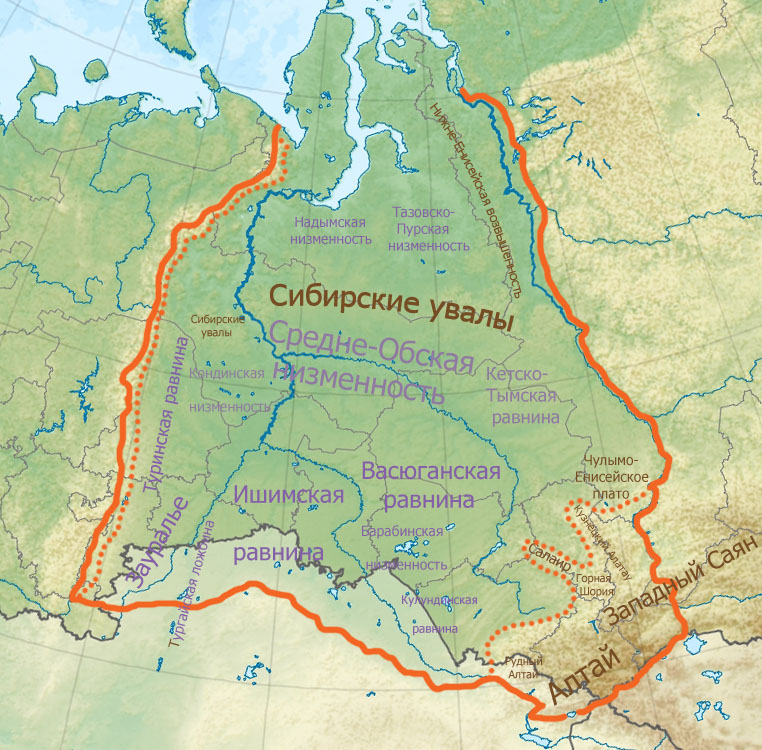
La Siberia occidentale con la pianura di Vasjugan (in basso)

La pianura di Vasjugan (in russo Васюганская равнина, Vasjuganskaja ravnina) o Vasjugan'e (Васюга́нье) è una pianura della Siberia occidentale, in Russia, situata tra i fiumi Ob' e Irtyš, all'interno degli oblast' di Tomsk, Novosibirsk e Omsk.
La regione piatta, o lievemente ondulata, di taiga-paludosa si trova nella parte meridionale della Siberia occidentale; ha altezze massime che variano dai 100 ai 166 m s.l.m. e si abbassa verso nord. I rilievi minimi nelle valli sono di 40-60 m. A sud si trasforma nella steppa di Barabinsk (Барабинская низменность).
Il più grande sistema di paludi dell'emisfero nord del pianeta, le Paludi di Vasjugan, si trova qui. Da esse provengono molti fiumi, in particolare: Bakčar, Dem'janka, Iksa, Malyj e Bol'šoj Jugan, Kënga, Njurol'ka, Parabel', Om', Tara, Tartas, Tuj, Uj, Vasjugan, Čaja, Čižapka, Čuzik, Čulym, Šegarka, Šiš.
Il Vasjugan'e è composto da depositi di argilla sabbiosa del Neogene, i bacini idrografici sono caratterizzati da formazioni di torba. La zona è ricca di giacimenti di petrolio e gas naturale e vi sono vari campi di estrazione: Ust'-Balykskoe, Pravdinskoe, Myl'džinskoe, Ust’-Sil'ginskoe, ecc.